# Cottagestijl

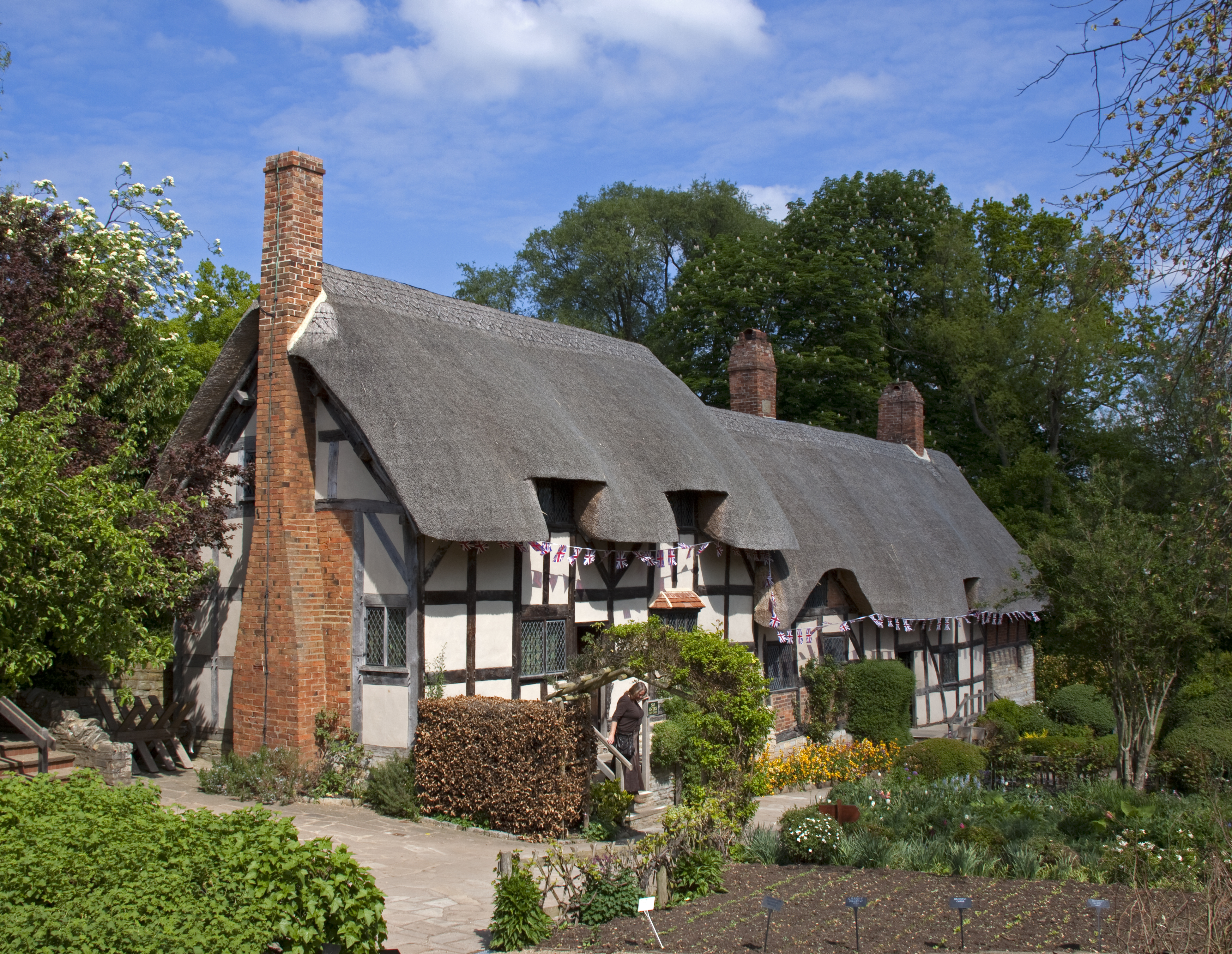
Anne Hathaway's Cottage, Shottery, Warwickshire.

De cottagestijl is een bouwstijl die ontstond in de 19e eeuw in Engeland. Ze ontstond als romantische tegenreactie tegen de industriële revolutie die toen opgang maakte. Vakmanschap en handwerk stonden dan ook centraal.
Vanaf 1840 waaide deze stijl over naar het vasteland. In België en Nederland, onder meer langs de Vlaamse kust, werden huizen in cottagestijl gebouwd. Onder andere in Koksijde, De Panne en De Haan komen dergelijke huizen nog voor, speciaal voor de welgestelden.
Een bekende architect is onder anderen Gaston Lejeune, die een van de bekendste cottages aan de Westkust ontwierp: Villa Belvédère in Oostduinkerke. Tegenwoordig wordt de architectuur van villa-appartementen wel geïnspireerd op deze Anglo-Normandische cottagestijl.
In Nederland is een mengvorm te vinden van de cottagestijl en die van de Amsterdamse School in de door Evert Jan Rotshuizen in 1915 ontworpen woningen voor het personeel van de Vereenigde Nederlandsche Rubberfabrieken Hevea N.V. in Heveadorp.